# 凯瑟琳·蒂泽德

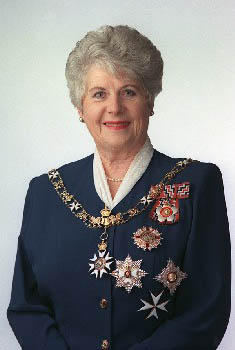

凯瑟琳·蒂泽德女爵士，ONZ，GCMG，GCVO，DBE，QSO，DStJ（1931年4月4日—2021年10月31日），新西兰总督，她是新西兰历史上首位女性总督，也是第一位女性奥克兰市长。著有《海洋资源大全》等书。
1971年的当选为奥克兰市议会议员，1980年当选为奥克兰地区议会议员。1983年成为奥克兰历史上首位女性市长。1990年被紐西蘭女王伊丽莎白二世任命为新西兰总督，同时也是當地史上第一位女性总督，至1996年卸任。
她的前夫为纽西兰前政府副总理鲍勃·蒂泽德（Bob Tizard），同时她也是前内阁成员Crown Judith Tizard的母亲。
2021年10月31日因長期的疾病問題於奧克蘭逝世。

## 对外联系
- Official biography（页面存档备份，存于）